# Shamshi-Adad I
Shamshi-Adad I (1813–1781 f.Kr.) var en amoritisk kung över Assyrien. Han var son till Ila-Kabkabu, gift med en akkadisk prinsessa, och far till Ishme-Dagan I.
Hans far regerade i ett mindre, amoritiskt rike. Shamshi-Adad gjorde sig dock gällande som krigare och besegrade med tiden assyrierkonungen Erishum II. Han hävdade sig senare vara ättling till en tidig assyrisk kung.
Detta amoritiska kungarike som skapades av Shamshi-Adad var en stor territorialstat som under sin korta livstid omfattade det syriska och nordmesopotamiska området ända bort till Zagrosbergskedian öster om Tigris. kung Shamshi-Adad inrättade sin huvudstad i Habur-området, en stad som nu är bekant som Tell Leilan. Han grundade en dynasti som faktiskt kom att regera i Assur sedan den vida större staten brutit samman. Denna dynasti fördrevs emellertid från Assur under ett regelrätt uppror som leddes av en viss Puzur-Sin.
Shamshi-Adad I enade alla oberoende, assyriska stadsstater i norra Mesopotamien och styrde sitt rike från staden Shubat-Enlil. Hans rike omfattade även städerna Assur och Mari. Han satte sin äldste son Ishme-Dagan som kung i Ekallatum och en annan son, Yasma-Adad, som kung i Mari. I flera brev klagade Shamshi-Adad över den sistnämnde sonen och beskyllde honom för att vara upptagen med nöjen och att därmed försumma sitt ämbete.
Shamshi-Adad I dog i strid 1791 f.Kr. eller 1781 f.Kr. Då han dog blev Ishme-Dagan I kung. Stora delar av riket gick efterhand förlorat till Hammurabis rike.
Shamshi-Adad I:s rike har kallats det första assyriska imperiet, men invånarna i Assur hade mycket lite att göra med hans imperium och han förkastades av senare assyriska härskare.